# Catarhoe subobscura
Catarhoe subobscura là một loài bướm đêm trong họ Geometridae.